# Майковский сельсовет
Майковский сельсовет — упразднённые административно-территориальная единица и муниципальное образование (сельское поселение) в Щучанском районе Курганской области Российской Федерации.
Административный центр — село Майка.
9 января 2022 года сельсовет был упразднён в связи с преобразованием муниципального района в муниципальный округ.

## История
Статус и границы установлены Законом Курганской области от 3 декабря 2004 года № 888 «Об установлении границ муниципального образования Майковского сельсовета, входящего в состав муниципального образования Щучанского района».

## Население
| 1989 | 2002 | 2004 | 2010 | 2012 | 2013 | 2014 |
| ---- | ---- | ---- | ---- | ---- | ---- | ---- |
| 1960 | ↘753 | ↗762 | ↘670 | ↘641 | ↘621 | ↗630 |
| 2015 | 2016 | 2017 | 2018 | 2019 | 2020 |      |
| ↘617 | ↘601 | ↘582 | ↘561 | ↘554 | ↗559 |      |

## Состав сельского поселения
| № | Населённый пункт | Тип населённого пункта       | Население |
| - | ---------------- | ---------------------------- | --------- |
| 1 | Майка            | село, административный центр | ↘648      |
| 2 | Притчино         | деревня                      | ↘22       |